# Moto Morini
Moto Morini je italijanski proizvajalec motornih koles, ki ga je ustanovil Alfonso Morini v Bologni leta 1937. Danes je sedež podjetja v Trivolzu. Morini je na začetku proizvajal motocikle skupaj z Mariom Mazzettijem pod znamko MM. Leta 1987 je podjetje Cagiva prevzela kontrolo nad Morinijem in ga leta 1996 (skupaj s Ducatijem) prodala ameriškemu Texas Pacific Group. Kasneje je Morini Franco Motori kupil pravice do znamke Moto Morini. Leta 2009 je podjetje padlo v fazo likvidacije, vendar so ga leta 2012 prodali podjetju Eagle Bike in  ponovno začeli s proizvodnjo motociklov. 

## Modeli

### Cestni modeli v preketlosti
- 125 Turismo
- 125 Sport
- 125 H
- 125 T
- 250 T
- 250 2C(J)
- 175 Briscola
- 175 Turismo
- 175 GT
- 175 Settebello
- 175 Super Sport
- 175 Tresette
- 175 Tresette Sprint
- 3½ Turismo
- 3½ Sport
- 3½ GT
- 350 K2
- Dart 350
- Dart 400

## Trenutni modeli
- Corsaro 1200 (1187 cc) 2005 - 2010
- Corsaro 1200 Veloce (1187 cc) 2006 - 2010
- Corsaro 1200 Avio (1187 cc) 2008 - 2010
- 9 ½ (1187 cc) 2006 - 2010
- 1200 Sport (1187 cc) 2008 - 2010
- Corsaro 1200 Veloce (1187 cc)
- 1200 Rebello Giubileo (1187 cc)
- Granpasso (1187 cc)
- Scrambler (1187 cc)

## Galerija
- Moto Morini Corsaro 125 (1960)
- Moto Morini 175 Sprint F3 Corsa (1959)
- Moto Morini 175 Settebello (1961)
- oto Morini 3½ GT (Strada)
- Moto Morini 3½
- Moto Morini 350 K2 (1986)
- Moto Morin Dart
- Moto Morini Corsaro 1200
- Moto Morini Granpasso 1200
- Moto Morini Corsaro 1200 Avio